# サクラ・パーク
サクラ・パーク（Sakura Park）は、ニューヨーク市マンハッタン区モーニングサイド・ハイツの北端に位置する公園である。公園は、南のリバーサイド教会、東のマンハッタン音楽学校、西のグラントの墓、それに北のインターナショナル・ハウスに囲まれており、小さいが、歴史があり、ニューヨーク市公園システムの一部となっている。

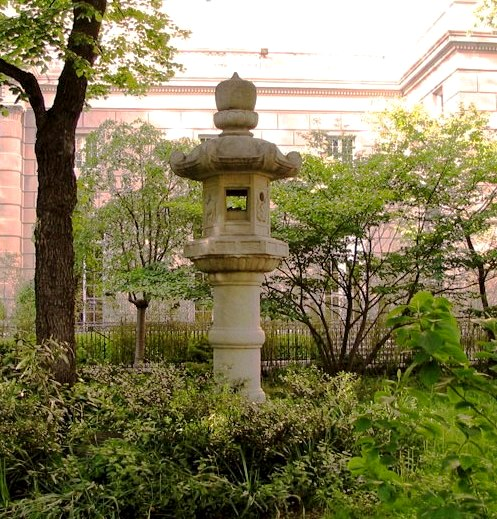
東京からニューヨーク市に贈られた灯籠。背景にはニューヨーク・インターナショナル・ハウスがある

公園はもともと、クレアモント・パークと呼ばれていたが、ニューヨーク日本人居住者委員会が1912年に、2,500本の桜を市に寄贈した後、改名された。もともと、ジョン・ロックフェラーが所有し、リバーサイド・パークの拡張に使用するため、ニューヨーク市が購入したこの土地は、1932年から2年間、美化のためにロックフェラーから財政援助を受けた。東にはクレアモント・アベニューが接している。この道は高さが低く、公園が拡張されたとき、控え壁、擁壁が造られた。
1960年、ニューヨークが東京の姉妹都市となったとき、東京から灯籠が贈り物として寄贈された。当時日本の皇太子であった明仁親王（明仁上皇）は、献上式に出席した。明仁親王は、皇太子妃と共に、1987年10月9日に再びここを訪れ、灯籠を再度寄贈した。
公園には、彫刻を委任した委員会により、要求されたものがかわり、悩まされたというガットスン・ボーグラムによる、ダニエル・バターフィールド像がある。像は、リバーサイド・ドライブを挟んでグラントの墓に面するように設計されており、バターフィールドが南北戦争で貢献した大統領に見えるようになっている。
庭園は成長したリンデンの木のある2つの歩道に沿ってつくられており、2つの歩道の間には、東屋のある芝生があり、桜の木が植えられている。桜が満開となる時期には、日系人が木の下でピクニック・ブランケットを広げ、花見をする。花は、スノードロップから始まり、チューリップに続いて、春には桜が満開となる。